# Evropská energetická burza
Evropská energetická burza (anglicky European Energy Exchange, zkratka EEX) je německá akciová společnost provozující středoevropskou burzu elektrické energie a souvisejících komodit se sídlem v Lipsku v Německu. Rozvíjí, provozuje a propojuje bezpečné, likvidní a transparentní trhy s energií a souvisejícími produkty, včetně smluv o energetických derivátech (elektřina, plyn, emisní povolenky) až 6 let dopředu, zemědělských produktů a nákladní dopravy.

## Historie
Evropská energetická burza (EEX) vznikla v roce 2002 sloučením LPX (Leipzig Power Exchange) a EEX (European Energy Exchange) se sídlem ve Frankfurtu nad Mohanem. EPEX SPOT byla založena v roce 2008, v současnosti je vlastněna z 50 % společností Powernext SAS, což je 100 % dceřiná společnost EEX, druhým vlastníkem je EEX AG. EEX obchoduje futures kontrakty na elektřinu a plyn s různou délkou (den, týden, měsíc, kvartál, rok). Spotové obchodování (tj. s dodáním zítra) zajišťuje dceřiná společnost EPEX SPOT. V roce 2014 získala EEX většinový podíl v Cleartrade Exchange. V roce 2015 EEX převzal Powernext – provozovatel trhu s plynem pod značkou PEGAS. Energetická burza Praha (PXE), založená v roce 2007, se v roce 2016 stala součástí EEX. V současné době je EEX součástí skupiny společností (EEX Group), která vstupuje do mezinárodních partnerství a má významný podíl na evropském obchodování s energiemi. 

## Stanovení ceny energie
Původně byly na energetických burzách obchodovány jen přebytky výrobní kapacity (asi 0,5 %), protože byla většina elektřiny obchodována přes dlouhodobé kontrakty mimo energetickou burzu. V roce 2022 burzy obchodují kolem 40 % vyrobené elektrické energie. V Česku je však v roce 2022 stále většina elektrické energie prodávána mimo burzu dvoustrannými dohodami (avšak za ceny založené na cenách stanovených na burze). Výsledná cena elektřiny na burze není v EU (ani v ČR) regulovaná a je tzv. silovou složkou ceny elektřiny pro spotřebitele. Kromě silové složky platí spotřebitel elektřiny ještě regulovanou cenu, kterou pro ČR stanovuje Energetický regulační úřad (ERÚ) a do které patří přenos a distribuce elektřiny a činnost operátora trhu (OTE).

### Závěrná elektrárna
Metoda stanovení ceny elektrické energie pomocí závěrné elektrárny byla ustanovena současně s liberalizací evropského trhu s elektřinou (tj. umožnění konkurence a vzájemné otevření trhu a obchodu). Směrnice Evropského parlamentu a Rady 96/92/ES z roku 1996 byla prvním krokem a obsahovala principy pro určení cen. Zelená kniha o vnitřním trhu s elektřinou z roku 2001 iniciovala diskusi o vytvoření vnitřního trhu s elektřinou a přinesla koncepty jako marginal pricing (též price-setting by the marginal generator), což bylo v době vlády Miloše Zemana, avšak ČR vstoupila do EU až 1. května 2004. Dalším důležitým krokem byla Směrnice 2003/54/ES, která posílila regulaci a konkurenci v energetickém sektoru.

### Obchodování na burze
Na burze se obchoduje na příští den (day-ahead) po hodinách nebo na aktuální den (intra-day). Dlouhodobé kontrakty na odběr elektřiny se prodávají na futures trhu, kde je cena obvykle vyšší (je v ní započítáno riziko), ale chrání odběratele před prudkými výkyvy ceny (odběratel si tak fixuje cenu na delší období). Dlouhodobě jsou obvykle zajišťovány odběry elektřiny, o kterých odběratel ví, že je bude potřebovat v každém případě. Výrobce může elektřinu prodat i napřímo mimo burzu za cenu určenou vzájemnou dohodou s odběratelem. Evropská unie v posledních letech upřednostňovala stanovování ceny energií podle krátkodobého (spotového) trhu, podle kterých se v Česku řídí i cena pro maloodběratele.

### Futures kontrakty na elektřinu
Základním obchodovaným futures kontraktem na EEX je baseload, který odpovídá konstantní dodávce elektřiny každý den po stanovené časové období, a peakload, který pokrývá periodu od 8:00 do 20:00 v pracovní dny. EEX umožňuje uzavřít kontrakty od jednoho dne, víkendu a týdne přes měsíce a kvartály až po jednotlivé roky na několik let dopředu. Cena ročního forwardu obvykle odpovídá 24×365 hodinovým cenám, tedy běžné předpokládané spotřebě, bez ohledu na odchylky.
Obchodování elektřiny s dodávkou na den dopředu zajištuje pro místní region německá burza EPEX SPOT. Existují i další burzy např. OTE CZ, která zajišťuje obchodování ve státech střední Evropy a NORDPOOL, kde se obchoduje elektřina pro skandinávské země.

### Stanovení ceny elektřiny na denním trhu
Elektřina je komodita, a proto si nelze vybrat, z jakého konkrétního zdroje bude elektřina kupujícímu dodána. V elektrické síti je tedy k dispozici elektřina ze všech zapojených elektráren a zákazníci ji odebírají ze všech zdrojů najednou. Zákazník si proto nemůže stanovit, že bude odebírat elektřinu z konkrétního (nebo lacinějšího) zdroje, ale platí cenu stanovenou na burze. Zároveň musí být v rovnováze výroba i spotřeba elektrické energie, takže elektrárny, které svoji kapacitu neprodají, se musí vypnout.
Cena elektřiny se na liberalizovaném trhu soutěží pomocí aukce pro každou hodinu dne v celé EU. Výsledná cena vzniká rovnováhou mezi nabídkou a poptávkou. Pro každou hodinu dne nabízí elektrárny cenu, která odpovídá jejich variabilním nákladům. Variabilní náklady tvoří zejména náklady na palivo a emisní povolenku, pokud při výrobě vznikají emise. Poptávka je tvořena průmyslem a dodavateli energií pro koncové zákazníky. Burza vždy seřadí nabídky za sebou od nejlevnější po nejdražší. Výsledek se nazývá nákladová křivka výroby elektřiny. Cenu určuje poslední elektrárna, která je potřeba pro uspokojení poptávky, tzv. závěrná elektrárna. Tím všichni výrobci tvořící uspokojenou nabídku dostanou zaplacenu cenu podle závěrné elektrárny (tj. nejvyšší ceny).
Ceny v jednotlivých hodinách se mohou významně lišit. V hodinách nízké poptávky nebo vysoké výroby z obnovitelných zdrojů mohou být ceny blízké nule nebo i záporné. V hodinách vysoké poptávky a nízké výroby se cena odvíjí od nákladů elektráren na fosilní zdroje v závislosti na aktuálních cenách uhlí, plynu a emisí. Kromě cen paliv tedy ovlivňuje cenu elektřiny i podíl čistých zdrojů elektřiny na výrobě.
Cena elektřiny vždy odráží náklady nejdražší elektrárny, která musí být zapnuta pro pokrytí aktuální poptávky (tzv. závěrná elektrárna). Všechny elektrárny, které nabídly stejnou nebo nižší cenu, tak inkasují tzv. marginální cenu stanovenou závěrnou elektrárnou nehledě na to, jaké mají výrobní náklady a za jakou cenu nabídku na burze původně učinily. Z důvodu nedostatku jiných výrobních kapacit dodávají v roce 2022 paroplynové elektrárny v Evropě 40 % elektrické energie, a protože vyrábí za nejvyšší cenu, právě ony se velmi často stávají závěrnou elektrárnou a stanovují tak velmi vysokou cenu elektřiny (pro všechny, tedy i laciněji vyrábějící zdroje). Stanovení ceny elektřiny se řídí podle vzorce (market design): cena 2 MWh plynu + 0,4 × aktuální cena emisní povolenky.
Algoritmus Euphemia zodpovídá za výpočet cen a alokaci přeshraničních kapacit mezi státy. Cílem algoritmu je určit ceny v jednotlivých cenových zónách, tak, aby se dosáhlo nejnižších celospolečenských nákladů v rámci EU, při respektování fyzických omezení na přenos elektřiny mezi státy. Úsporu nákladů, která vzniká přeshraničním obchodem s elektřinou, odhaduje ACER, Agentura pro koordinaci evropských regulátorů, na 34 mld. EUR ročně (přibližně 820 mld. Kč).

### Rovnováha výroby a spotřeby
Výroba i spotřeba elektrické energie musí být v rovnováze, protože elektřinu nelze snadno a levně ve velkých množstvích skladovat. Protože nikdy není možné přesně odhadnout spotřebu, je trh s elektřinou na burze využíván k regulaci. Výrobci elektřiny nabízejí elektřinu za různé ceny a podle situace na trhu jsou jejich nabídky využity (nakoupeny) nebo nikoliv (nevyužité elektrárny nesmí do sítě elektřinu dodávat). V noci je spotřeba nejmenší, ráno stoupá, přes den spotřeba vrcholí a večer opět klesá. V létě je spotřeba menší, než v zimě.
Zajištění rovnováhy výroby i odběru elektřiny v rozvodné síti řídí v ČR Dispečink ČEPS. Pokud by byla rovnováha narušena, mohlo by dojít k poškození elektráren, přenosové soustavy nebo spotřebičů. Dispečink pro zajištění rovnováhy rozhoduje o zapojování a odpojování zdrojů od sítě (tj. vypínání a zapínání elektráren). Některé zdroje je možné snadno regulovat (měnit výkon, zapínat vypínat), což je nejsnadnější u vodních elektráren (řádově minuty). Rychlý náběh mají také plynové elektrárny (desítky minut). Naopak úhelné nebo jaderné elektrárny je velmi obtížné nebo nemožné rychle regulovat (mají náběh v řádech hodin až desítek hodin).

## Růst cen v roce 2022

### Vliv burzy na cenu v Česku
Většina elektrické energie vyrobené v Česku je prodávána českým zákazníkům bilaterálně (tj. mimo energetickou burzu), ale v cenových relacích podle lipské burzy. Konkrétně ČEZ prodává přes lipskou burzu jen asi 5 % své celkové produkce. Do zahraničí vyváží ČEZ asi 5 % své roční produkce (1,6 TWh v roce 2021, zejména na Slovensko) a naopak dovážena je elektřina převážně z Německa (0,3 TWh v roce 2021). V roce 2024 bylo vyvezeno 13,7 TWh a dovezeno 7,3 TWh (tj. dovezena byla asi desetina roční spotřeby ČR) – nejvíce (5,1 TWh) bylo vyvezeno do Rakouska.
Přestože do zahraničí ČEZ vyváží jen menší část své produkce, tak cena silové elektřiny pro Českou republiku vzniká na Evropské energetické burze v Lipsku, protože k obchodování na ní se ČEZ v roce 2003 přihlásil. Podle ČEZu není možné se zastavit vývoz elektřiny do zahraniční, protože Česko přistoupilo „ke všem dohodám při vstupu do Evropské unie a náš trh musí být součástí trhu EU“. Podle ČEZu by odchod z lipské burzy cenu elektřiny v Česku neovlivnil.
Cena elektrické energie na burze v Praze nebo Budapešti byla v roce 2022 vyšší, než na lipské burze. Polsko, kde se cena elektřiny nestanoví na energetické burze v Lipsku, mělo v roce 2022 na svém spotovém trhu elektřinu až třikrát levnější. Podle studie Energetického úřadu ze začátku roku 2025 vyplývá, že český trh na obchodování na energetické burze vydělává: v době vysokých cen elektřinu vyvážíme, v době vysokých cen nakupujeme na burze za nižší než průměrné ceny (takže výsledkem je že vyvážíme za vyšší ceny, než dovážíme). Dovoz ze 65 % pocházel z Německa (4,7 TWh s cenami o 30 % nižšími než český roční spotový průměr), z Polska bylo dovezeno 20 % při cenách o 20 % nižších.

### Vliv Německa na cenu v Česku
Díky vysoké propojenosti přenosové soustavy ČR se zbytkem střední Evropy je cena elektřiny na pražské burze PXE a německé burze EEX silně provázána. Poptávka a nabídka elektřiny v Německu tak významně ovlivňuje ceny ve ČR, protože jde o největší trh v rámci střední Evropy. Propojení České republiky s Německem je z hlediska cen elektřiny nápomocné, v době, kdy vyváží přebytky výroby elektřiny z obnovitelných zdrojů vyrábějících s malými náklady (cena elektřiny z obnovitelných zdrojů je dotována).
Německo má kvůli přechodu na obnovitelné zdroje v rámci Energiewende v roce 2022 nedostatek elektřiny, protože odstavilo většinu jaderných elektráren a obnovitelné zdroje nejsou v dodávkách spolehlivé (dodávají buď příliš nebo naopak málo energie podle toho, zda fouká vítr a svítí slunce). Častý nedostatek energie v Německu se tak projevuje na lipské energetické burze tak, že zvyšuje výslednou spotovou cenu (cena na příští den), protože poptávka je dlouhodobě vyšší než nabídka. Výsledkem je, že i když české elektrárny vyrábí nadbytek elektrické energie, koncová cena v ČR neklesá a naopak je i pro české spotřebitele tažena nahoru situací na německém trhu (výrobce nemá důvod prodávat v ČR za nižší ceny, než na které dosáhne na burze).
Zásadní vliv na růst ceny energií má v roce 2022 válka na Ukrajině, která nedostatek zdrojů v Německu zvýraznila. Během války nastala v létě 2022 na burze situace, kdy výslednou spotovou cenu na burze stanovovalo jen malé množství prodaných komodit za velmi vysoké ceny. Výsledkem bylo, že přestože české elektrárny byly schopny se ziskem vyrábět elektřinu v ceně asi 3 Kč/kWh (polovinu ceny tvořily emisní povolenky), tak byla spotová cena na burze násobně vyšší.
Podle příspěvku Ivany Kerlesové z Trikolóry, který se šíří na sociálních sítích, vysokou cenu elektřiny v ČR způsobuje to, že ČR prodává elektřinu do Německa za 0,25 Kč a zpětně nakupuje za 16 Kč, což však není pravda.
Na konci roku 2023 uvedl ministr průmyslu a obchodu Jozef Síkela, že cena energie za Babišovy vlády vzrostla o 45 % a za vlády Fialy o 11 %. V roce 2024 Německo dovezlo téměř 25 TWh.